# Hosakote, Tirumakudal Narsipur
Hosakote là một làng thuộc tehsil Tirumakudal Narsipur, huyện Mysore, bang Karnataka, Ấn Độ.